# І мертвим, і живим…
«І мертвим, і живим…» — поема-послання Тараса Шевченка, написана 14 грудня 1845 року у В'юнищі.     

## Історія створення
Первісний автограф невідомий. Уперше поет прочитав послання своїм знайомим і друзям на літературному вечорі у В. В. Тарновського-старшого. М. М. Білозерський згадував: «Василь Васильович Тарновський-батько розповідав мені, що у нього в сорокових роках у Києві були літературні вечори, які навідували М. І. Костомаров, Василь Михайлович Білозерський та інші друзі й знайомі Тарновського, і в їх числі Шевченко. Якось прийшов він і прочитав тільки-но написане їм відоме «Посланіє до земляків». Загальний зміст цього твору, і особливо ті місця, де говориться про козацьких гетьманів, яких Шевченко перший зрозумів і показав у їх істинному вигляді, справило на всіх присутніх шалене враження: з цього моменту преклоніння ясновельможним і уявлення їх героями-лицарями руйнувалось… Слово Шевченка скинуло їх з п'єдесталів і поставило на належні місця».
У квітні — червні 1846 року, перебуваючи у Києві, Шевченко переписав твір з невідомого автографа до рукописної збірки «Три літа» з виправленнями в 9, 102, 114, 168, 176, 212, 251 — 252-му рядках. Твір набув остаточного вигляду.
У середині 1840-х років, до арешту Шевченка 5 квітня 1847 року, послання нелегально поширюється в рукописних списках, автор знайомить з ним учасників Кирило-Мефодіївського братства, у справі яких під час допиту в III відділі фігурували списки, зроблені В. М. Білозерським, М. І. Костомаровим, О. В. Маркевичем. Списки дещо різняться між собою, але всі походять, хоч і не безпосередньо, від автографа збірки «Три літа» з незначними різночитаннями.
Від автографа збірки «Три літа» опосередковано походить список П. О. Куліша та невідомої особи. З недогляду, очевидно, в ньому відсутні рядки 99 і 207—209, а в рядках 210—211 пропущено два слова: «Не турбуйтесь».
У третьому рядку наведеного уривка є різночитання (замість «Не дуріте дітей ваших» — «Не дуріте дітей своїх»), але важко сказати, чи це недогляд П. О. Куліша, чи, може, так було в якомусь попередньому автографі.
Існував також список невідомою рукою 1840-х років, його різночитання подано у примітках до «Кобзаря з додатком споминок про Шевченка Костомарова і Микешина».
З невстановленого списку, як видно, дуже неякісного, наприкінці 1850-х років послання переписав І. М. Лазаревський. Цей список не відбивав тексту, створеного поетом у рукописній збірці «Три літа», містив викривлення. Переглядаючи його після повернення із заслання, Шевченко зробив у ньому чимало виправлень, наблизивши текст до автографа у збірці «Три літа», а часом дав і нові варіанти, але правку не доведено до кінця і облишено.
Вперше поему надруковано в книжці «Новые стихотворения Пушкина и Шевченки» (Лейпціг, 1859).

## Символіка заголовка
Символіка заголовка пов'язана з українською елітою, яка покликана нести відповідальність за долю свого народу; еліта — це найкращі люди нації, її совість, розум і воля.
- «Мертві» — минулі покоління української старшини й гетьманства, які не змогли побудувати й зберегти власну державу. Їхнє життя — даремно втрачений для України період, бо вона стала «великою руїною», колонією сильніших держав.
- «Живі» — сучасне поетові дворянство («діти юродиві») — тобто люди байдужі, пасивні, такі, що не усвідомлюють своєї місії; («недолюди») — пани-кріпосники, визискувачі власних співвітчизників. Ліричний герой намагається пробудити сучасну еліту, щоб вона переосмислила історію, збагнула помилки, прозріла й усвідомила своє призначення в житті — служити своєму народові, відмовитися від його визискування, звільнитися від національного гноблення, побудувати власну незалежну державу.
- «Ненарожденні» — майбутні покоління, які мають право судити своїх попередників за допущені ними фатальні прорахунки в державотворенні, яке не сталося (концепт вічності).[2]

## Особливості жанру і композиції
На відміну від попередніх послань поета, адресованих окремим особам («До Основ'яненка», «Н. Маркевичу», «Гоголю»), цей твір — послання до певних суспільних кіл, «земляків», національної, передусім, дворянської інтелігенції, ліберального панства. Дидактичний жанр послання дав змогу Шевченкові безпосередньо висловити свої погляди на актуальні питання тогочасного життя України. За значенням і глибиною постановки злободенних суспільних питань це послання є етапним явищем не тільки в історії літератури, а й в історії суспільно-політичної думки в Україні. У сатиричному стилі послання закріплено тенденції, що були виразно помітні й у попередніх творах поета, таких як «Кавказ», «Єретик», та його політичній ліриці, де сатиричний задум реалізовано передусім через ораторський викривальний монолог, сповнений обурення й сарказму, а сатира поєднувалася з лірикою.
Композиційно послання умовно складається з шести строфоїдів, яким передує епіграф.
- Епіграф із соборного послання Іоанна (1 Ів 2:9): «Аще кто речет, яко люблю Бога, а брата своего ненавидит, ложь есть» (натякає на лицемірство українського дворянства, що нібито любить Бога, виконує його заповіді, але при цьому визискує власний народ. Отже, його патріотизм і народолюбство, як і захоплення історичним минулим, є фальшивим).
- Філософський вступ (Від слів «І смеркає, і світає» до слів «Своя й правда, і сила, і воля»). Мотив великого біблійного пророка Єремії («І день і ніч плачу на розпуттях велелюдних») — палке заперечення байдужості, пасивності, апатичності загалу, що примирився з несправедливістю, соціальним і національним гнобленням; намагання змінити ситуацію, достукавшись до свідомості «дітей юродивих» —- українського дворянства.
- Ліричний відступ (від слів «нема на світі України» до слів «З святими горами Дніпро» — болісне несприйняття рабського плазування перед іноземщиною, зумовленого відсутністю національної освіти; палка критика пафосної, нібито прогресивної, панської риторики, що супроводжується як небажанням вивчати власну історію й працювати на захист інтересів власного народу, так і його нещадним визискуванням.
- Інвектива (від слів «Ох, якби те сталось…» до слів «І не покивали б на вас головою») — гнівне обурення подібним ставленням до свого обов'язку, їхнім небажанням знати ту реальну криваву ціну, яку сплачував народ, відстоюючи незалежність України, докір освіченим дворянам за брак волі змінити поточну ситуацію.
- Пересторога (від слів «Схаменіться! Будьте люди» до слів «Немудрі одурять!») — намагання застерегти панів-кріпосників від захланного гноблення селян, що загрожує реальною перспективою кривавого повстання.
- Викривальний діалогізований монолог (від слів «Якби ви вчились так, як треба» до слів «Свої кайдани, свою славу!») — своєрідна дискусія, де ліричний герой викриває самозакохане хизування власною європейською освіченістю, рабське схиляння перед чужою «премудрістю», поверхове слов'янолюбство й одночасне нехтування рідною мовою; пафосну ідеалізацію минулого України й небажання бачити в ньому національну зраду гетьманів і козацької старшини заради власних користолюбних інтересів, що призвело до ганебного нинішнього стану бездержавності, відсутності національної самоідентифікації, честі й гідності.
- Заклик до національної злагоди (від слів «Доборолась Україна» до слів «Молю вас, благаю!») — гірка констатація відсутності в української еліти національної свідомості, відповідальності за долю України й одночасне намагання пробудити в серцях кращої частини панства не фальшивого, а справжнього патріотизму, усвідомленого й критичного ставлення до власної історії та культури, заклик стати на антикріпосницькі позиції й об'єднатися з народом — тільки таким чином можливе досягнення соціального, політичного й національного визволення.[2]

## Ідейно-тематичний зміст
Зміст твору насамперед сатиричний: поет викриває фальшиве «народолюбство» панславістів проросійських та антиросійських течій, нещирість їхнього «патріотизму» та небажання знати ту реальну криваву ціну, яку сплачував народ, відстоюючи незалежність України. Але сатиру у творі підпорядковано позитивному завданню — спонукати адресатів послання захищати народні інтереси: це «усовістительна» сатира. Розуміючи, що для визволення нації з пут колоніальної залежності необхідні одностайні зусилля, тяжко переживаючи захланність кріпосників, що призводила до страшних соціальних конфліктів, — поет намагається пробудити в серцях кращої частини панства милосердя до своїх селян-кріпаків і патріотизм, усовістити їх або застерегти, погрожуючи реальною перспективою кривавого повстання, яке знекровить націю. Метою ж була національна злагода за умови демократизації суспільства, — тільки таким чином можливе досягнення соціального, політичного й національного визволення; йому мало передувати духовне й моральне. Ці засади — нове слово не тільки в українській літературі, а й в усій суспільній думці України.
Головна проблема послання — це проблема взаємин дворянської інтелігенції з народом, обов'язку інтелігенції перед народом, що в тогочасних історичних умовах було нерозривно пов'язано з питанням боротьби проти соціального й національного гноблення в Україні. В епіграфі послання «Аще кто речет, яко люблю Бога, а брата своего ненавидит, ложь есть» визначено провідну ідею твору: фальшивою є любов тих до батьківщини, хто пригноблює «братів незрящих» — селян-кріпаків. У посланні органічно поєдналися гостра критика ліберального панства з закликом до передової дворянської інтелігенції «брататися» з народом, дошкульна сатира — з лірикою й патетикою.
Сатира в творі домінує, але її підкорено позитивному завданню — переконати адресатів послання, спонукати їх стати на антикріпосницькі позиції. Це послання є першою в українській літературі сатирою на лібералів, у якій Шевченко узагальнив свої спостереження 1843 і 1845 років над соціальною поведінкою, мисленням, психологією і фразеологією українського ліберального панства. В посланні зафіксовано такі, тоді ще далеко не усвідомлені суспільною думкою, «класичні» риси лібералів, як демагогія, схильність до «волелюбної» фрази в поєднанні з плазуванням перед царизмом, фальшивий патріотизм і — головне — нещирість їхнього «народолюбства» («Кричите, // Що Бог создав вас не на те, // Щоб ви неправді поклонились!.. // І хилитесь, як і хилились! // І знову шкуру дерете // З братів незрящих, гречкосіїв…»).
Викриваючи фальш панської «любови» до «найменшого брата», Шевченко висловив новий на той час у суспільній думці України демократичний погляд на патріотизм: заслуговує на ім'я патріота лише той, хто обстоює народні права; шлях до національного відродження України лежить тільки через національне визволення. Важливим елементом сатири на лібералів є викриття їхнього схиляння перед іноземною «премудрістю», поверхового слов'янолюбства та ідеалізації минулого України. Випереджаючи історичну науку свого часу, Шевченко побачив у минулому України не ілюзорну національну гармонію, а визиск народу пануючою верхівкою, її національну зраду.
Закликаючи дворянську інтелігенцію служити народові, поет водночас і сатирично картав її, і звертався до її гуманних і патріотичних почуттів («обніміте ж, брати мої, найменшого брата», «полюбіте щирим серцем велику руїну»), і апелював до практичного розуму панства: «Схаменіться! Будьте люди, бо лихо вам буде». Звертаючись до лібералів із закликом єднатися, Шевченко стояв на реальному ґрунті остільки, оскільки в умовах 1840-х років певне спілкування демократів і лібералів диктувалось об'єктивною логікою боротьби і співвідношенням соціально-політичних сил у країні. Послання — поетичний твір могутньої ліричної сили, у якому відображено не тільки соціальні ідеї поета, а і його суспільні почуття, болісне шукання виходу з трагічних суперечностей доби, пристрасне бажання не в майбутньому, а вже тепер полегшити долю народу, примусити «схаменутися» бодай декого з «оглухлих» «земляків».

## Особливості стилістики
Послання «І мертвим, і живим…» розвиває викривально-сатиричну лінію творчості Шевченка, яка є основною в його поезії періоду «трьох літ». Твір є шедевром ораторського стилю поета — полеміку за обидві сторони (автора й сатиричного адресата) провадить сам «власне автор» у діалогізованому іронічному чи й саркастичному монолозі, де чужа позиція й чужа мова пародійно переакцентовуються. Нестримний плин почуттів із контрастним чергуванням тональностей (сум, іронія, інвектива, сарказм, погроза, благання) виражений завдяки чергуванню віршових інтонацій (наспівної, ораторської, говірної). З попереднім досвідом Шевченка пов'язано і характер сатиричної типізації. «Земляки» належать до категорії збірних сатиричних образів. Поет створив збірний образ лібералів засобами безпосередньої авторської характеристики їхніх типових поглядів і дій. Послання — це дискусія про загальне: принципи й засоби, ідеї і переконання. Поет вів ідейну суперечку — спростовував і доводив, соромив і закликав. Тому в більшості тропів послання на перший план виступає якісно-оціночна, а не предметно-зображальна функція. У посланні та інших творах періоду «трьох літ» Шевченко створив неперевершені зразки ораторського вірша високого громадянського звучання. Водночас поет розширив художні можливості тогочасного ораторського вірша, збагативши його інтонаціями живої народної мови. Поєднання різнорідних лексичних шарів — од біблеїзмів до просторіччя — надало стилеві твору особливої експресивності.
| Ліві лапки | Але душа його не тільки плакала, а й «просила святої правди на землі», прагнула боротьби. Можна з певністю сказати, що власне там, на руїнах Суботова й Чигирина, зародилось у Шевченка непереможне бажання бити у дзвін на сполох, будити «живих і мертвих» земляків, грозити їм карою, що розпадеться над ними, благати й проклинати. Тут Шевченко виріс у пророка — Павло Зайцев | Праві лапки |

## Про поему
Як і в поемі «Кавказ», поет звертається до своїх земляків, закликаючи їх до боротьби та духовного відродження. Шевченко з іронією ставиться до багатьох тогочасних реалій України, наприклад, до відсутності етнічної самовизначеності українців, що попри це намагаються дотримуватись прогресивних суспільно-політичних поглядів слов'янські народи:
| Ліві лапки | …Отак-то ви навчаєтесь У чужому краю! Німець скаже: «Ви моголи». «Моголи! моголи!» Золотого Тамерлана Онучата голі. Німець скаже: «Ви слав'яне». «Слав'яне! слав'яне!» Славних прадідів великих Правнуки погані!.. І Коллара читаєте З усієї сили, І Шафарика, і Ганка, І в слав’янофіли Так і претесь… І всі мови Слав'янського люду — Всі знаєте. А своєї Дас[т]ьбі…Колись будем І по-своєму глаголать… | Праві лапки |

Поет закликає згадати про чорні часи, коли Україна позбулася волі, коли розпинали борців за її незалежність. А вивчаючи чужу славу і історію, не слід забувати й своєї:
| Ліві лапки | Учітесь, читайте, І чужому научайтесь, І свого не цурайтесь… | Праві лапки |

На закінчення твору поет висловлює думку, що тільки в національній єдності і братерстві майбутнє його Вітчизни:
| Ліві лапки | І оживе добра слава, Слава України, І світ ясний, невечерній Тихо засіяє… Обніміться ж, брати мої, Молю вас, благаю! | Праві лапки |

## Інтерпретації
Музику до уривків твору писали М. В. Лисенко, П. О. Козицький й інші.